# 马拉喀什电动大奖赛

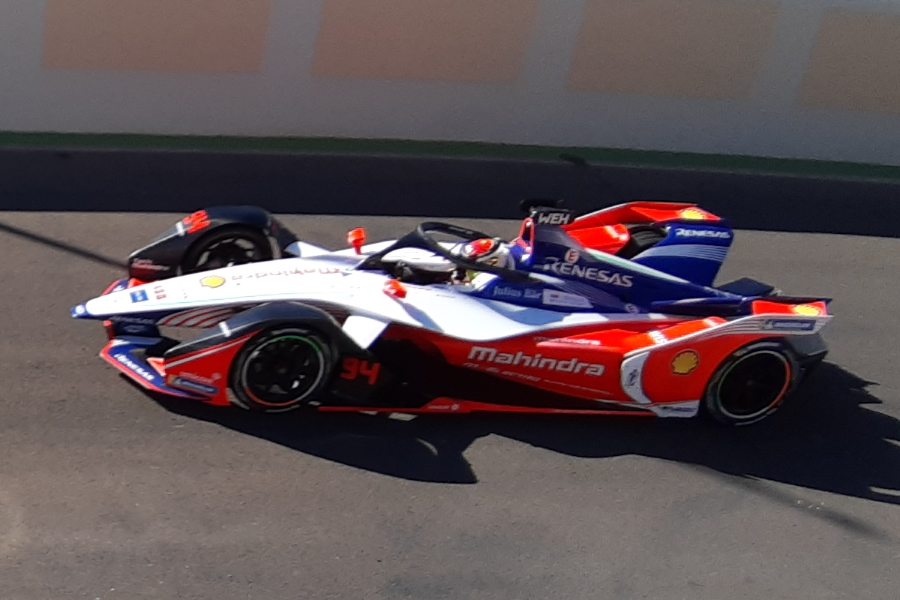
帕斯卡·韋亞連駕駛马恒达车队的賽車在马拉喀什街道赛道上飛馳。

马拉喀什电动大奖赛（英語：Marrakesh ePrix）是在摩洛哥马拉喀什市的阿格達爾區举行的開輪式賽車電動方程式大獎賽，它于2016－17年電動方程式錦標賽開始舉辦賽事。2022年，闊別電動方程式錦標賽兩年的马拉喀什电动大奖赛復辦，取代原定於7月2日舉行的温哥华电动大奖赛。马恒达车队是在马拉喀什电动大奖赛中獲得最多勝場的車隊，在四屆电动大奖赛中一共贏得兩屆。

## 賽道
马拉喀什电动大奖赛在马拉喀什街道赛道上舉行。賽道位于摩洛哥马拉喀什市的阿格达尔区，全長2.971公里，包含十五個彎道，可同时容纳一万余名观众观赛。

## 歷史
2016年2月，世界房車錦標賽（WTCC）的主席 Stéphane Roux 向當地媒體宣布，電動方程式渴望在“不久的將來”在馬拉喀什的街頭舉行一場比賽。马拉喀什电动大奖赛後來在2016年9月被国际汽车联合会確認為2016－17年電動方程式錦標賽賽程的一部分，
是電動方程式錦標賽在非洲大陸上舉辦的首個比賽。马拉喀什电动大奖赛於2016年11月12日在馬拉喀什街道賽道上首次舉行比賽。在马拉喀什电动大奖赛之前，一級方程式曾在1958年在卡萨布兰卡的艾因迪亚卜赛道舉辦摩洛哥大奖赛。自2009年以來，摩洛哥一直舉辦世界房車錦標賽的比賽。
在接下來的三個賽季，马拉喀什电动大奖赛一直留在電動方程式錦標賽的賽程上。可惜的是，马拉喀什电动大奖赛並不在2020－21年世界電動方程式錦標賽的賽程上。2022年5月11日，電動方程式宣佈由闊別錦標賽兩年的马拉喀什电动大奖赛取代原定於7月2日舉行的温哥华电动大奖赛。

## 比賽结果
| 年份   | 賽道             | 冠軍                                | 第二                            | 第三                         | 杆位                                | 最快圈速                 | 報告 | 來源   |
| ------ | ---------------- | ----------------------------------- | ------------------------------- | ---------------------------- | ----------------------------------- | ------------------------ | ---- | ------ |
| 2016年 | 马拉喀什街道赛道 | 塞巴斯蒂安·布米 e.dams雷诺          | 山姆·伯德 远景                  | 菲利克斯·羅辛基斯 马恒达车队 | 菲利克斯·羅辛基斯 马恒达车队        | 洛伊克·杜瓦爾 龍之隊     | 報告 | [ 17 ] |
| 2018年 | 马拉喀什街道赛道 | 菲利克斯·羅辛基斯 马恒达车队        | 塞巴斯蒂安·布米 e.dams雷诺      | 山姆·伯德 远景               | 塞巴斯蒂安·布米 e.dams雷诺          | 尼爾森·小皮奎 捷豹       | 報告 | [ 18 ] |
| 2019年 | 马拉喀什街道赛道 | 熱羅姆·丹布羅西奧 马恒达车队        | 羅賓·夫林斯 远景                | 山姆·伯德 远景               | 山姆·伯德 远景                      | 盧卡斯·迪·格拉西 奥迪    | 報告 | [ 19 ] |
| 2020年 | 马拉喀什街道赛道 | 安東尼奧·費利克斯·達·科斯塔 钛麒-DS | 馬克西米利安·岡瑟 宝马-安德雷蒂 | 让-埃里克·韦尔涅 钛麒-DS     | 安東尼奧·費利克斯·達·科斯塔 钛麒-DS | 帕斯卡·韋亞連 马恒达车队 | 報告 | [ 20 ] |

### 多次奪冠車隊
| 次數 | 車隊       | 年度           |
| ---- | ---------- | -------------- |
| 2    | 马恒达车队 | 2018年, 2019年 |